# Unione Sportiva Savoia 1940-1941
Questa voce raccoglie le informazioni riguardanti il Savoia nelle competizioni ufficiali della stagione 1940-1941.

## Stagione
La stagione 1940-1941 fu la 21ª stagione sportiva del Savoia.
Serie C 1940-1941: 5º posto

## Divise
| Manica sinistra · Maglietta · Manica destra · Pantaloncini · Calzettoni |

## Organigramma societario
Area direttiva
- Presidente:  Bruno Salzano
- Vice presidente: Alfredo Lettieri

Area organizzativa
- Segretario generale: Nicola Vitelli

Area tecnica
- Allenatore:  Enrico Colombari

## Rosa
| N. |                   | Ruolo | Calciatore          |
| -- | ----------------- | ----- | ------------------- |
|    | Italia (bandiera) | P     | D'Ambrosio          |
|    | Italia (bandiera) | P     | Fosco Risorti       |
|    | Italia (bandiera) | D     | Antonio Del Giudice |
|    | Italia (bandiera) | D     | Arcangelo Di Reda   |
|    | Italia (bandiera) | D     | Augusto Olliaro     |
|    | Italia (bandiera) | C     | Giacomo Busiello    |
|    | Italia (bandiera) | C     | Giulio Negri        |
|    | Italia (bandiera) | C     | Rolando Tortora     |
|    | Italia (bandiera) | A     | Riccardo Isada      |
|    | Italia (bandiera) | A     | Mario Abatematteo   |
|    | Italia (bandiera) | A     | Giovanni Capaldo    |

| N. |                   | Ruolo | Calciatore            |
| -- | ----------------- | ----- | --------------------- |
|    | Italia (bandiera) | A     | Mario Mannelli        |
|    | Italia (bandiera) | A     | Sergio Marcer         |
|    | Italia (bandiera) | A     | Armando Salvatore     |
|    | Italia (bandiera) |       | Innocenzo Albergatore |
|    | Italia (bandiera) |       | Sergio Ancillotti     |
|    | Italia (bandiera) |       | Fava                  |
|    | Italia (bandiera) |       | Pisani                |
|    | Italia (bandiera) |       | Nino Rota             |
|    | Italia (bandiera) |       | Segantini             |
|    | Italia (bandiera) |       | Tomasi                |

## Calciomercato
| Acquisti | Acquisti | Acquisti | Acquisti   |
| R.       | Nome     | da       | Modalità   |
| -------- | -------- | -------- | ---------- |
|          |          |          | definitivo |

| Cessioni | Cessioni | Cessioni | Cessioni   |
| R.       | Nome     | a        | Modalità   |
| -------- | -------- | -------- | ---------- |
|          |          |          | definitivo |

## Risultati

### Serie C

#### Girone di andata
| Arbitro: | Caraglio |

|           |           |               |
| Forti 41’ | Marcatori | 43’ Salvatore |

| Arbitro: | Tonnetti (Roma) |

|           |           |  |
| Isada 65’ | Marcatori |  |

| Arbitro: | Camiolo (Milano) |

|                        |           |  |
| Franzese 45’ Paone 61’ | Marcatori |  |

| Arbitro: | Autorino (Roma) |

|               |           |                                                           |
| Salvatore 16’ | Marcatori | 21’ (rig.) Di Beo 36’ Facchini 57’, 64’ Lenzi 85’ Bazanti |

| Arbitro: | Gemini (Roma) |

|                        |           |                        |
| D'Alia 10’ Gavazzi 46’ | Marcatori | 9’ Negri 60’ Salvatore |

| Arbitro: | Naibo |

|                       |           |                 |
| Olliaro 70’ Negri 73’ | Marcatori | 15’, 71’ Panico |

| Roma 7 dicembre 1940, ore CEST 7ª giornata | MATER              | 0 – 0 | Savoia | \| Arbitro: \| Martelli (Livorno) \| |
| Arbitro:                                   | Martelli (Livorno) |       |        |                                      |

| Arbitro: | Tonnetti (Roma) |

|                                 |           |            |
| Albergatore 18’ Del Giudice 90’ | Marcatori | 12’ Busoni |

| Arbitro: | Catalucci (Firenze) |

|            |           |                              |
| Protto 88’ | Marcatori | 35’ Mannelli 82’ Albergatore |

| 29 dicembre 1940, ore CET 10ª giornata |  | – Savoia riposa |  |  |

| Arbitro: | Lisotti (Roma) |

|                      |           |                 |
| Romagnoli 20’ (rig.) | Marcatori | 76’ Albergatore |

| Torre Annunziata 12 gennaio 1941, ore CET 12ª giornata | Savoia | 2 – 0 A tavolino | Sora | Campo Formisano |

| Arbitro: | Tonnetti (Roma) |

|                           |           |                                       |
| Scagliotti 37’ Icardi 39’ | Marcatori | 15’ (rig.) Negri 57’ (aut.) Zaramella |

| Arbitro: | Scotto (Savona) |

|                 |           |              |
| Albergatore 52’ | Marcatori | 3’ Ostromann |

| Arbitro: | Cormio (Narni) |

|             |           |                              |
| Testoni 57’ | Marcatori | 13’, 78’ Tomasi 55’ Mannelli |

#### Girone di ritorno
| Arbitro: | Orlandini (Napoli) |

|                             |           |  |
| Negri 12’ (rig.) Tomasi 65’ | Marcatori |  |

| Arbitro: | Cormio (Narni) |

|             |           |  |
| Galassi 58’ | Marcatori |  |

| Arbitro: | Rossi (Roma) |

|            |           |                        |
| Tomasi 86’ | Marcatori | 23’ Bizzarri 80’ Pinto |

| Arbitro: | Lisotti (Roma) |

|                                               |           |                  |
| Valenti 14’ Bazanti 20’ Ancillotti 40’ (aut.) | Marcatori | 75’ (rig.) Negri |

| Arbitro: | Signorile |

|                         |           |              |
| Isada 3’ Ancillotti 67’ | Marcatori | 89’ Cipriani |

| Arbitro: | Mappa |

|               |           |                         |
| Margiotta 72’ | Marcatori | 44’ Salvatore 55’ Isada |

| Arbitro: | Scotti (Taranto) |

|                 |           |          |
| Albergatore 25’ | Marcatori | 73’ Levi |

| Arbitro: | Pasinetti (Roma) |

|  |           |                    |
|  | Marcatori | 80’, 89’ Salvatore |

| Arbitro: | Di Nanni (Napoli) |

|                |           |  |
| Ancillotti 25’ | Marcatori |  |

| 27 aprile 1941, ore CET 25ª giornata |  | – Savoia riposa |  |  |

| Arbitro: | Di Nanni (Napoli) |

|                      |           |              |
| Tomasi 65’ Negri 79’ | Marcatori | 11’ Brindisi |

| 11 maggio 1941, ore CET 27ª giornata | Sora | – Non disputata | Savoia |  |

| Torre Annunziata 12 giugno 1941 26ª giornata                              | Savoia    | 1 – 3 Ripetizione referto     | Salernitana | Campo Formisano |
| \| \| \| \| \| Negri 22’ \| Marcatori \| 16’, 38’ Icardi 67’ Lazzarini \| |           |                               |             |                 |
|                                                                           |           |                               |             |                 |
| Negri 22’                                                                 | Marcatori | 16’, 38’ Icardi 67’ Lazzarini |             |                 |

| Arbitro: | Cormio (Narni) |

|                      |           |  |
| Ostromann 75’ (rig.) | Marcatori |  |

| Arbitro: | La Gioia |

|                 |           |  |
| Albergatore 43’ | Marcatori |  |

### Coppa Italia

#### Qualificazione
| Cava dei Tirreni 22 settembre 1940, ore CEST Qualificazione | Cavese        | 2 – 4 | Savoia | \| Arbitro: \| Gemini (Roma) \| |
| Arbitro:                                                    | Gemini (Roma) |       |        |                                 |

#### Primo Turno
| Torre Annunziata 29 settembre 1940 Primo Turno | Savoia    | 0 – 1 referto | Salernitana | Campo Formisano |
| \| \| \| \| \| \| Marcatori \| 10’ Icardi \|   |           |               |             |                 |
|                                                |           |               |             |                 |
|                                                | Marcatori | 10’ Icardi    |             |                 |